# Shaduppum
Shaduppum est une ville de la Mésopotamie antique, correspondant au site actuel de Tell Harmal, située au sud de Bagdad. Les fouilles y ont été menées par une équipe irakienne, dirigée par Taha Baqir, dans les années suivant la Seconde Guerre mondiale, puis par une équipe irako-allemande en 1997-98.
Le site date de l'époque paléo-babylonienne, quand la ville appartenait au royaume d'Eshnunna. Son état de conservation a permis de mieux connaître l'urbanisme de cette époque, même si ses dimensions sont modestes.
Une enceinte trapézoïdale entourait la ville. On accédait à la ville par une porte principale située à l'ouest, qui ouvrait une large avenue. On se trouvait alors devant le temple principal de la cité, dédié à Nisaba et Haïa. Sa porte d'entrée était flanquée de statues de lion en terre cuite. De l'autre côté de l'avenue se trouvait un ensemble résidentiel qui a été identifié comme le quartier où résidaient les prêtres. Entre cet ensemble et la muraille du côté ouest, on a retrouvé deux petites chapelles. D'autres habitations, rues et cours ont été exhumées sur ce site dans la partie centrale et du côté sud.